# Pedro Lazaga
Pedro Lazaga Sabater (Valls, 3 ottobre 1918 – Madrid, 30 novembre 1979) è stato un regista e sceneggiatore spagnolo.

## Filmografia parziale

### Regista
- La patrulla (1954)
- Torrepartida (1956)
- L'ultimo attacco (La fiel infantería) (1960)
- I sette gladiatori (1962)
- L'implacabile Cordobes (1965)
- La corsa pazza di sorella sprint (Sor Citroen) (1967)
- A 45 revoluciones por minuto (1969)
- Una mangusta per 3 camaleonti (Mil millones para una rubia) (1973)
- A Venezia muore un'estate (Largo retorno) (1975)
- Vota Gundisalvo (Vota a Gundisalvo) (1977)
- Sette ragazze di classe (1979)